# Gunnar Garpö
Gunnar Charles Garpö (ur. 13 października 1919 w Sztokholmie, zm. 18 maja 1976 w Solna) – szwedzki bobsleista, brązowy medalista mistrzostw świata.

## Kariera
Największy sukces w karierze Garpö osiągnął w 1961 roku, kiedy wspólnie z Gunnarem Åhsem, Erikiem Wennerbergiem i Börje Hedblomem zdobył brązowy medal w czwórkach podczas mistrzostw świata w Lake Placid. Był to jedyny medal wywalczony przez niego na międzynarodowej imprezie tej rangi. W 1952 roku wystartował na igrzyskach olimpijskich w Oslo, gdzie zajął siódme miejsce w czwórkach.